# Вайно Тійхонен
Вайно Тійхонен (28 листопада 1912 — 27 липня 1957) — фінський стрибун з трампліна. Він брав участь в індивідуальних змаганнях на Зимових Олімпійських іграх 1936 року.